# Nederlands militair voetbalelftal (vrouwen)

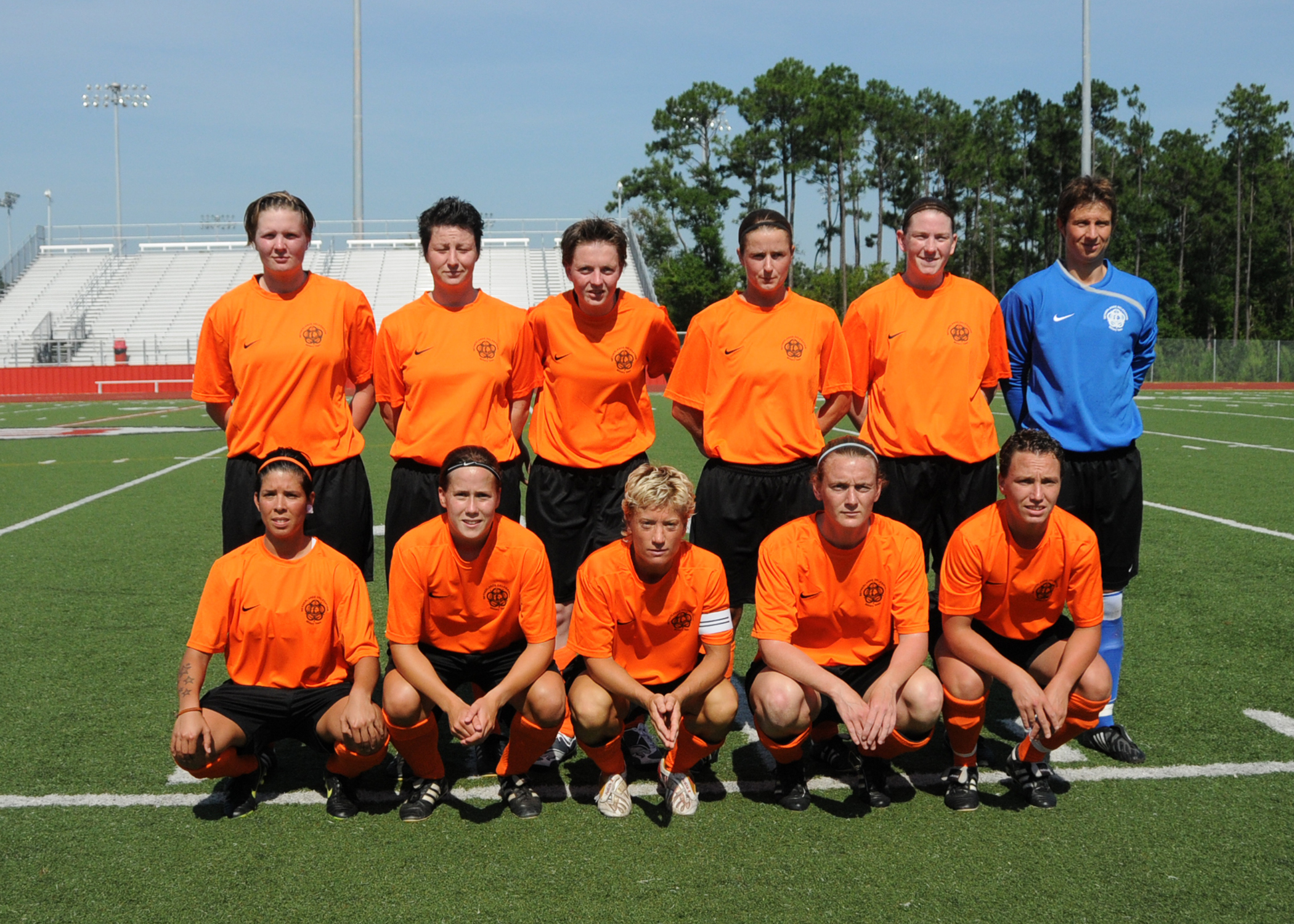
Het Nederlands militair elftal tijdens de wereldkampioenschappen in 2009

Het Nederlands militair vrouwenvoetbalelftal vertegenwoordigt Nederland sinds 2001 op toernooien georganiseerd door de Internationale Militaire Sportraad. Tweemaal werd het wereldkampioenschap behaald, in 2004 en 2006.

## Oprichting
In 1998 richtte het Ministerie van Defensie het Nederlands militair vrouwenvoetbalelftal op, in navolging van het mannenelftal dat al sinds 1910 bestaat. Het betreft een selectie van 18 speelsters die werkzaam zijn bij een van de krijgsmachtonderdelen, namelijk Marechaussee, Landmacht, Luchtmacht en Marine.

## Deelname aan wereldkampioenschappen
Vanaf 2001 wordt er door de Internationale Militaire Sportraad een militair wereldkampioenschap voetbal voor vrouwen georganiseerd. Het eerste wereldkampioenschap werd in Nederland gehouden met vier deelnemende landen: Canada, Duitsland, Engeland en Nederland. De poulewedstrijden werden gespeeld in Zeist, Harderwijk en Zwolle van 25 tot 29 mei. Nederland werd tweede achter Duitsland, met evenveel punten maar een doelpunt minder.
In 2004 werd Nederland wereldkampioen door in de finale in Ford Eustis, Virginia op 6 juni Duitsland te verslaan met 3-0 in extra tijd. Uitslagen van de poulewedstrijden zijn niet bewaard gebleven. In eigen land werd Nederland in 2006 opnieuw wereldkampioen, door in de finale in Assen op 30 mei de Verenigde Staten met 2-0 te verslaan. Bekende speelsters van het team uit deze jaren zijn Rebecca Tousalwa, Judith Kuipers, Jessica Torny en Petra Dugardein. In 2008 werd het toernooi wederom in Nederland gehouden, en wel in Ede, met toen al acht deelnemende landen. In 2009 in Mississippi en in 2011 in Rio de Janeiro behaalde Nederland de derde plaats.
| Jaar | Resultaat                     | GS | W | G | V | DV | DT |
| ---- | ----------------------------- | -- | - | - | - | -- | -- |
| 2001 | Tweede                        | 3  | 1 | 2 | 0 | 4  | 1  |
| 2002 | Derde                         | 5  | 2 | 0 | 3 | 10 | 3  |
| 2003 | Tweede                        | 4  | 2 | 0 | 2 | 5  | 13 |
| 2004 | Winnaar                       | 4  | 1 | 2 | 1 | 5  | 3  |
| 2006 | Winnaar                       | 4  | 4 | 0 | 0 | 14 | 1  |
| 2007 | Vierde                        | 4  | 1 | 0 | 3 | 3  | 11 |
| 2008 | Derde                         | 5  | 4 | 0 | 1 | 12 | 3  |
| 2009 | Derde                         | 4  | 2 | 1 | 1 | 7  | 6  |
| 2010 | Vierde                        | 4  | 1 | 0 | 3 | 3  | 11 |
| 2011 | Derde                         | 4  | 2 | 0 | 2 | 5  | 8  |
| 2012 | Groepfase                     | 3  | 1 | 1 | 1 | 4  | 2  |
| 2015 | Vierde                        | 4  | 1 | 0 | 3 | 1  | 8  |
| 2016 | Vijfde                        | 4  | 2 | 0 | 2 | 6  | 12 |
| 2018 | Groepsfase                    | 4  | 0 | 2 | 2 | 1  | 4  |
| 2019 | Niet geplaatst voor eindronde |    |   |   |   |    |    |
| 2022 | Zevende                       | 5  | 1 | 1 | 3 | 6  | 17 |
| 2023 | Vierde                        | 4  | 2 | 0 | 2 | 8  | 9  |

KNVB ·
A-internationals ·
Bondscoaches (m) ·
Topscorers ·
Nederlands vrouwenelftal ·
Bondscoaches (v) ·
Nederland B ·
Olympisch elftal ·
Jong Oranje ·
Nederland –20 ·
Nederland –19 ·
Nederland –18 ·
Nederland –17 ·
Nederland –16 ·
Nederland –15 ·
Nederlands amateurelftal ·
Nederlands zaterdagelftal ·
Jong OranjeLeeuwinnen ·
Vrouwen –20 ·
Vrouwen –19 ·
Vrouwen –18 ·
Vrouwen –17 ·
Vrouwen –16 ·
Vrouwen –15 ·
Militair mannenelftal ·
Militair vrouwenelftal ·
Strandteam ·
Vrouwen Strandteam ·
Futsalteam ·
Vrouwen Futsalteam

EK-wedstrijden ·
WK-wedstrijden ·
Resultaten kwalificaties en eindronden ·
Nederland B-wedstrijden ·
Officieuze wedstrijden ·
EK-wedstrijden vrouwen ·
WK-wedstrijden vrouwen ·
Resultaten vrouwen kwalificaties en eindronden
1905 – 1919 ·
1920 – 1929 ·
1930 – 1939 ·
1940 – 1949 ·
1950 – 1959 ·
1960 – 1969 ·
1970 – 1979 ·
1980 – 1989 ·
1990 – 1999 ·
2000 – 2009 ·
2010 – 2019 ·
2020 – 2029
2015 ·
2016 ·
2017 ·
2018 ·
2019 ·
2020 ·
2021 · 
2022
EK's: 1976 · 
1980 · 
1988 · 
1992 · 
1996 · 
2000 · 
2004 · 
2008 · 
2012 · 
2020 · 
2024
WK's: 1934 · 
1938 · 
1974 · 
1978 · 
1990 · 
1994 · 
1998 · 
2006 · 
2010 · 
2014 · 
2022
OS: 1908 ·
1912 ·
1920 ·
1924 ·
1928 ·
1948 ·
1952 ·
2008
Albanië ·
Andorra ·
Argentinië ·
Armenië ·
Australië ·
België ·
Bosnië en Herzegovina ·
Brazilië ·
Bulgarije ·
Canada ·
Chili ·
China ·
Colombia ·
Costa Rica ·
Curaçao ·
Cyprus ·
DDR ·
Denemarken ·
Duitsland ·
Ecuador ·
Egypte ·
Engeland ·
Estland ·
Faeröer ·
Finland ·
Frankrijk ·
GOS · 
Georgië ·
Ghana ·
Gibraltar ·
Griekenland ·
Hongarije ·
Ierland ·
IJsland ·
Indonesië ·
Iran ·
Israël ·
Italië ·
Ivoorkust ·
Japan ·
Joegoslavië ·
Kameroen ·
Kazachstan ·
Kroatië ·
Letland ·
Liechtenstein ·
Luxemburg ·
Malta ·
Marokko ·
Mexico ·
Moldavië ·
Montenegro ·
Nederlandse Antillen ·
Nigeria ·
Noord-Ierland ·
Noord-Macedonië ·
Noorwegen ·
Oekraïne ·
Oostenrijk ·
Paraguay ·
Peru ·
Polen ·
Portugal ·
Qatar ·
Roemenië ·
Rusland ·
Saarland ·
San Marino ·
Saoedi-Arabië ·
Schotland ·
Senegal ·
Servië en Montenegro ·
Slovenië ·
Slowakije ·
Sovjet-Unie ·
Spanje ·
Suriname ·
Thailand ·
Tsjechië ·
Tsjecho-Slowakije ·
Tunesië ·
Turkije ·
Uruguay ·
Verenigd Koninkrijk ·
Verenigde Staten ·
Wales ·
Wit-Rusland ·
Zuid-Afrika ·
Zuid-Korea ·
Zweden ·
Zwitserland
Argentinië (1978) ·
Argentinië (2006) ·
Argentinië (2014) ·
Argentinië (2022) ·
Australië (2014) ·
Brazilië (2014) ·
Chili (2014) · 
Costa Rica (2014) ·
Denemarken (2010) ·
Denemarken (2012) ·
Duitsland (2012) · 
Ecuador (2022) · 
Frankrijk (2008) ·
Italië (2008) ·
Ivoorkust (2006) ·
Japan (2010) ·
Kameroen (2010) ·
Mexico (2014) · 
Noord-Macedonië (2021) · 
Oekraïne (2021) · 
Oostenrijk (2021) · 
Portugal (2006) ·
Portugal (2012) ·
Portugal (2019) ·
Qatar (2022) ·
Roemenië (2008) ·
Rusland (2008) ·
San Marino (2011) ·
Senegal (2022) ·
Servië en Montenegro (2006) ·
Sovjet-Unie (1988) ·
Spanje (2010) ·
Spanje (2014) ·
Tsjechië (2021) · 
Uruguay (2010) ·
Verenigde Staten (2022) · 
West-Duitsland (1974)